# Église Notre-Dame de Nantilly
Pour les articles homonymes, voir Église Saint-Pierre.
L'église Notre-Dame-de-Nantilly est une église catholique située à Saumur, en France.

## Localisation
L'église est située dans le département français de Maine-et-Loire, sur la commune de Saumur.

## Historique
Le lieu est déjà cité dans un diplôme de Charles II le Chauve comme une annexe d'une villa. La paroisse de Santa Maria de Lentimiaco est mentionnée dans l'histoire de l'abbaye Saint-Florent de Saumur lorsqu'Absalon apporte les reliques de saint Florent à Saumur. Une bulle du pape Jean XVII, en 1003, envoyé à l'abbé Robert donne parmi les biens de l'abbaye Saint-Florent le fiscus Lentiniacus cum ecclesia S. Mariae et capellis S. Hilarii et S. Vicenti. D'autres bulles du XIIe siècle du Codex Rubeus mentionnent les mêmes biens.
La nef, partie la plus ancienne de l'église, a été construite après l'incendie de Saumur, en 1067, provoqué par Guillaume VIII d'Aquitaine, comte de Poitiers, qui avait été baptisé Gui et aussi appelé Guy-Geoffroi, probablement en 1120. C'est la plus ancienne église de Saumur (XIIe siècle). Elle est de type roman.
Dans une bulle datée du 28 janvier 1263, le pape Urbain IV enlève aux moines de l'abbaye Saint-Florent l'église et le prieuré de Nantilly pour y établir deux chanoines. Cette bulle n'est pas appliquée. Son successeur, Clément IV rétablit l'abbaye dans la pleine possession du prieuré.
L'archevêque de Tyr, Gilles de Saumur, mort à Dinant le 23 avril 1266, est inhumé dans le chœur de l'église de Nantilly et dont le tombeau a été retrouvé et ouvert le 2 décembre 1614 puis refermé et redécouvert en mai 1699.
Louis XI a fait ajouter une église paroissiale sur le côté sud de la nef ce qui a entraîné le percement du mur sud de la nef primitive et la reconstruction du transept. L'oratoire a fait office de chapelle baptismale.
Dans un mémoire de Thomas Hue de Miromesnil, intendant de la généralité de Tours, rédigé en 1699, il est indiqué que l'église de Nantilly est desservi par des dix prêtres de l'Oratoire pour l'exercice et les collèges.
En 1793, des prisonniers vendéens y sont enfermés. En 1795, un autel de la Patrie est placé au milieu du chœur.
L'église est restaurée en 1851 par Charles Joly-Leterme, puis entre 1893 et 1909 par  Lucien Magne. L'église est de nouveau restaurée entre 1996 et 1998 par l'architecte en chef des monuments historiques Gabor Mester de Parajd.

## Protection
L'église a été classée au titre des monuments historiques par liste en 1840.

## Description

### La nef

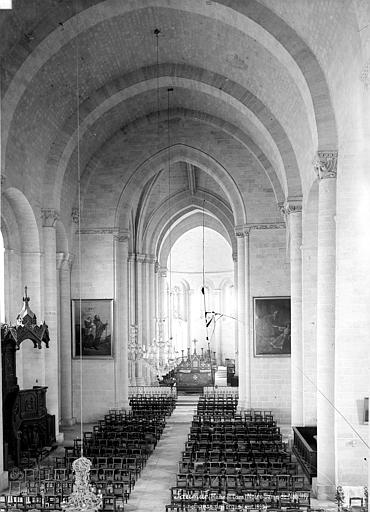
Vue de la nef

La partie la plus ancienne de l'église romane est la nef unique de six travées qui se poursuit avec un grand transept s'ouvrant sur deux absidioles et un chœur profond de deux travées terminé par un hémicycle. Le plan de l'église avait l'apparence d'un trident. Cette disposition était courante dans le Val-de-Loire. La façade de 13 m de large est voûtée d'un berceau brisé très obtus avec un appareil fait en tuffeau local.
Les dix piliers saillants de la nef ont une épaisseur de 0,90 m contre lesquels s'engagent des demi-colonnes surmontées d'un ensemble de dix beaux chapiteaux d'un même sculpteur. Les chapiteaux peuvent se regrouper en trois thèmes :
- côté nord, hormis le chapiteau de la deuxième colonne, on voit des jeux de tigettes nouées, entrelacées se terminant par des palmettes stylisées,
- un deuxième groupe, comprenant le deuxième chapitre nord, avec la représentation de monstres. Dans le deuxième chapiteau nord ont été sculptés des griffons affrontés dont les têtes humaines se trouvent dans les angles de la corbeille. On retrouve ces monstres dans les deux premiers chapiteaux côté sud avec des lionnes et des griffons et celui de la cinquième colonne.
- un troisième groupe comprend deux chapiteaux historiés sur les 3e et 4e colonnes sud, face à la porte nord des laïcs. Un premier représente à gauche un abbé officiant lève les bras assisté de deux acolytes lui tendant vin et eau. À droite, un avoué tenant le tau abbatial que touche un personnage. Ce chapiteau représente les deux pouvoirs, spirituels et temporels, d'un abbé. Le chapiteau voisin représente un seigneur transperçant un dragon avec un glaive. Il est suivi d'un fauconnier.

Ces sculptures sont l'œuvre d'un seul sculpteur. Elles sont assez proches de celles réalisées à Cunault.
Les piliers portent les arcades au-dessus des fenêtres qui s'élèvent jusqu'aux retombées des doubleaux de la nef sur les chapiteaux. Les piliers et les arcades sont plaquées contre le mur gouttereau. Chaque fenêtre est séparée de l'arcade par une archivolte réticulée héritière de l'appareil décoratif du XIe siècle. L'élévation des murs a été divisée en deux parties égales par le niveau des fenêtres et le niveau inférieur des murs.
La nef préfigure le gothique angevin par la sévérité de ses aspects extérieurs. Seule la façade nord a conservé sa structure d'origine avec des murs en tuffeau. Les contreforts et supports intérieurs ont 4,50 m d'épaisseur.
En 1850, l'architecte Joly-Leterme a signalé l'état préoccupant de l'église. Des travaux sont entrepris en 1851 en reprenant les colonnes de la nef, la consolidation de sa voûte, la restauration des chapiteaux et le badigeonnage des murs.
La façade occidentale de la nef est épaulée par quatre contreforts. Elle a été largement restaurée par Lucien Magne.

### Le transept
La croisée du transept, comme le chœur montrent des aspects architecturaux qui placent sa construction à une date plus récente que la nef.
Marcel Aubert remarque qu'à Notre-Dame de Nantilly, comme à l'église Saint-Pierre de Saumur, le maître d'œuvre a voulu, pour la voûte de la croisée, associer à la coupole la croisée d'ogives renforcée de liernes formant une coupole nervée. Les huit nervures se réunissent autour d'un oculus central. Ce type de voûte apparaît en Anjou dans la troisième moitié du XIIe siècle. Cette solution de voûtement de la croisée impose de l'appuyer sur quatre arcs à double rouleau avec une mouluration de « doubleau angevin », c'est-à-dire soulignée par des fins tores. L'archivolte supérieure de chaque arc-doubleau s'appuie sur un dosseret cantonné d'une colonne d'angle et l'archivolte inférieure sur une grosse colonne. Les colonnes d'appui et les bases sont reprises à la fin du XIVe siècle ou au début du XVe siècle, peut-être à la suite de l'effondrement du clocher situé à la croisée. Les chapiteaux sont des copies du XIXe siècle dans le style de la cathédrale d'Angers.
L'absidiole voûtée en cul-de-four du croisillon sud et la fenêtre en plein cintre du mur occidental du croisillon nord sont d'origine. Par contre les grands fenestrages nord et sud, les colonnes dans les angles externes, leurs chapiteaux, la mouluration des ogives, les rosaces des clefs sont de la fin du XIVe siècle ou du début du XVe siècle.

### Le chœur
Le chœur et l'abside doivent dater de la 2e moitié du XIIe siècle. La construction du chœur et de l’abside semble se placer après celle de la nef et avant la croisée du transept. Le style des chapiteaux de l’abside est proche de celui des chapiteaux de la nef qui ont été datés des années 1140. Le chœur est couvert d’une voûte en berceau et l’abside éclairée par cinq baies en plein cintre est voûtée en cul-de-four.

### Le collatéral sud
Après la naissance du dauphin Charles, Louis XI envisage d'établir un collège de chanoines dans l'église. Il fait alors construire un vaste collatéral au sud de l'église pour y accueillir les paroissiens, la nef étant réservée aux chanoines. La voute est décorée de cinq clefs remarquables : dans la première travée, la clef représente saint Michel en armure tuant un diable entouré du collier de l'ordre de Saint-Michel créé en 1469, dans la deuxième travée la clef représente les armes du dauphin et de sa mère Charlotte de Savoie, la suivante les armes de France et de Savoie, puis les armes de France et du Dauphiné, sur la dernière les lettres JHS. Dans la première travée se trouve un petit oratoire de style flamboyant qui aurait été réservé à Louis XI d'après la tradition. Il abrite aujourd'hui les fonts baptismaux.

### La chapelle souterraine
L'entrée à l'escalier de 38 marches menant à la chapelle souterraine se trouve à l'entrée du collatéral. Sa surface est d'environ 16 m2. Sa voûte nervée du XIIIe siècle et s'élève à 8 m de hauteur. La fonction primitive de cette salle n'est pas connue. Elle aurait pu être une chapelle mortuaire. Elle a été transformée en ossuaire entre le XVIIe siècle et le XIXe siècle, jusqu'à la suppression du cimetière.

## Mobilier
À la droite de son chœur, se trouve la statue de Notre-Dame-de-Nantilly.

## Orgue
L'orgue a été construit par le facteur breton Pierre Le Hellocq (ou Helloco) entre 1685 et 1690, l’orgue de Notre-Dame de Nantilly a conservé intacts ses buffets du XVIIe siècle et la presque totalité de sa structure instrumentale d’origine. L'orgue a été gravement endommagé pendant la Révolution. Il a été restauré en 1847 par le facteur tourangeau Louis Bonn qui a supprimé les jeux baroques et ajouté un troisième clavier. Laissé sans entretien pendant un siècle, il a été restauré par le facteur d’orgue Nicolas Toussaint de la Manufacture Bretonne d’Orgues située à Nantes. L'orgue a été inauguré le 26 novembre 2016. L'orgue comprend après sa restauration 2 166 tuyaux et 33 jeux répartis sur 3 claviers manuels et un clavier de pédale.
Des atlantes viennent également supporter un buffet d'orgue datant de 1690.

## Vitraux
L'église possède plusieurs vitraux datant de la fin du XIXe siècle et du début XXe siècle.
Les trois vitraux de l'abside et des absidioles du transept sont dus à l'atelier Lobin de Tours. Ils ont été réalisés en 1862. Les trois vitraux du chœur représentent, au centre la Vierge à l'Enfant, avec, de part et d'autre, la Vierge recevant l'Esprit saint et le Couronnement de la Vierge. La verrière de l'absidiole nord posée en 1869 représente la Vie de Joseph, celle de l'absidiole sud est consacrée à la Nativité, la Crucifixion et le Couronnement de la Vierge.
Dans le croisillon sud se trouve la Verrière de l'Assomption réalisée en 1903 par l'atelier parisien de Marcel Delon (né à Paris en 1860-mort après 1917), ancien élève d'Eugène-Stanislas Oudinot, ayant créé son atelier après sa mort en 1889, et de Luc-Olivier Merson, sur un carton de Henri-Marcel Magne, frère de Lucien Magne, architecte restaurateur du collatéral sud. Il fait référence à la Confrérie de Notre-Dame-de-la-Mi-Aoust  (15 août, fête de l’Assomption), rappelant un ancien pèlerinage à la Vierge.
Un grand vitrail-tableau a été placé sur la façade ouest du collatéral sud représentant la Vierge au Rosaire réalisé en 1899 par le peintre-verrier Charles-Ambroise Leprévost sur un carton de Marcel Rouillard, professeur à l'École nationale des arts décoratifs pour les peintures murales, et une commande de la Confrérie du Rosaire installée dans l’église en 1636.